# Университарио (футбольный клуб, Сукре)
«Университа́рио» Су́кре, полное название «Клуб Депо́ртиво Университа́рио Сан-Франси́ско Хавье́р де Чукиса́ка» (исп. Club Deportivo Universitario San Francisco Xavier de Chuquisaca) — боливийский футбольный клуб из города Сукре.

## История
«Университарио» был основан в 1962 году. Владельцем команды является Университет Франциска Ксаверия департамента Чукисака (исп. Universidad Mayor Real y Pontificia de San Francisco Xavier de Chuquisaca). Первоначально команда называлась «Медицина» (Medicina), а затем ей было дано современное название, которое на русский язык можно перевести как «Спортивный Университетский клуб Святого Франциска Ксаверия».
Большую часть своей истории команда провела во Втором дивизионе Боливии. Впервые в элитарном дивизионе команда выступила в 1969 году, когда чемпионат Боливии имел ярко выраженный региональный характер с подгруппами и выявлением чемпиона в стадиях плей-офф. В 1985 году команда завоевала путёвку в Высшую лигу, где выступала в 1986—1989 годах, неизменно пребывая в числе аутсайдеров первенства.
В 2005 году, выиграв Кубок Симона Боливара (2-й дивизион), «Университарио» вернулся в Профессиональную Лигу.
В 2008 году клуб впервые стал чемпионом Боливии, выиграв Апертуру. Таким образом, команда завоевала себе путёвку в групповой этап Кубка Либертадорес 2009. Кроме того, Университарио выступал в двух розыгрышах Южноамериканского кубка — в 2006 и 2010 годах. В последнем турнире сумел пробиться в 1/8 финала.
Самым главным соперником «Университарио» является клуб «Реал Потоси».

## Достижения
- Чемпион Боливии (2): Апертура 2008, Клаусура 2014
- Чемпион Кубка Симона Боливара[3] (1): 2005